# Phylloicus quitacalzon
Phylloicus quitacalzon is een schietmot uit de familie Calamoceratidae. De soort komt voor in het Neotropisch gebied.